# Матвієнко Микола Юхимович
Матвієнко Микола Юхимович (нар. 11 квітня 1914 року в селі Піски Лохвицького району Полтавської області  УРСР — † 10 січня 1990 року в місті Лермонтов Ставропольського краю  РРФСР) — командир взводу 307-го окремого танкового батальйону 80-ї стрілецької дивізії 13-ї армії Північно-західного фронту, молодший комвзвод.

## Біографія
Народився 11 квітня 1914 року в селі Піски Лохвицького району Полтавської області  УРСР в сім'ї селянина-батрака. Українець.
У 1929 рокі закінчив 7 класів Пісківської неповної середньої школи, а через рік за комсомольською путівкою поїхав на будівництво Дніпрогесу. З 1933 року працював монтажником на реконструкції Макіївського металургійного заводу імені Кірова.
У Червоній Армії з 1936 року. У 1939 році закінчив курси молодших лейтенантів.
Брав участь у Радянсько-фінляндської війни  1939-40 років.
З 1939 року став членом ВКП(б) /КПРС.
Під час агресії СРСР проти Фінляндії — командир взводу 307-го окремого танкового батальйону (80-та стрілецька дивізія, 13-та армія, Північно-західний фронт) молодший комвзвод Микола Матвієнко, переслідуючи  противника в районі залізничної станції «Хейн'еки» (нині — «Речовий» Виборгского району Ленінградської області), 3 березня 1940 року розміновував прохід в мінному полі, забезпечивши просування піхоти і танків в глибину ворожої оборони.
Указом Президії Верховної Ради СРСР від 7 квітня 1940 року «за зразкове виконання бойових завдань командування на фронті боротьби з фінською білогвардейщиною і проявлені при цьому відвагу і героїзм» молодшому комвзводу Матвієнку Миколі Юхимовичу присвоєне звання Героя Радянського Союзу з врученням ордена Леніна і медалі «Золота Зірка» (№ 405).
Учасник Німецько-радянської війни з червня 1941 року. Герой «зимової війни» командував танковою ротою.
У роки Німецько-радянської війни командував танковою ротою. Був важко поранений. Після Перемоги над гітлерівською Німеччиною продовжував службу в армії. З 1956 року підполковник Матвієнко Н. Е. — у запасі, а потім у відставці.
З 1944 по 1946 рік М. Ю. Матвієнко працював військовим комісаром у Козельщинському районі на Полтавщині.
У 1948 році закінчив партійну школу при ЦК Компартії України. Був на партійній і господарській роботі, очолював міський комітет народного контролю у місті Навої Бухарської області Узбецької РСР.
Після виходу на пенсію проживав в місті Лермонтов Ставропольського краю  РРФСР.
Помер 10 січня 1990 року.

## Нагороди і медалі
- Герой Радянського Союзу (7 квітня 1940)
- Орден Леніна (21 липня 1944)
- Орден Вітчизняної війни І ступеня
- Орден Вітчизняної війни ІІ ступеня